# Mmpro media
Die mmpro media AG ist eine deutschland- und weltweit tätige Filmproduktion mit Schwerpunkt auf internationale Dreharbeiten. Die Filmproduktion verfügt über ein Netzwerk von über 1.400 Filmteams in 126 Ländern. mmpro gehört nach eigenen Angaben zu den Marktführern bei der Umsetzung von weltweiten Dreharbeiten. Der Unternehmenssitz ist in Berlin, der Hauptstadt von Deutschland.

## Geschichte
Die mmpro media AG hieß bis 2021 noch mmpro film- und medienproduktion. Das Unternehmen wurde 1999 von den Filmemachern Mark Poepping und Mako Antonissen gegründet. Im Jahr 2008 kam der Regisseur Roman Schikorsky als dritter Gesellschafter hinzu. Die Gesellschaft wurde im Januar 2010 in eine GmbH überführt. Das Unternehmen produzierte in den Anfangsjahren vorrangig internationale Video-Formate zu Themen wie Politik, Sport, Tourismus, Abenteuer und Umweltschutz. Unter anderem setzte das Unternehmen eine 50-teilige Videoserie zum Thema Klimawandel um, welche in 50 Ländern 50 unterschiedliche Auswirkungen des Klimawandels beleuchtet. Seitdem baute mmpro sein weltweites Netzwerk mit Filmemachern kontinuierlich weiter aus. 
2009 entwickelte das Unternehmen ein Digital Media Asset Managementsystem. Auf Basis von tausenden Videotransfer-Bewegungen des Videonetzwerks, wurde das ehemals als McFootage bekannte System den Anforderungen der heutigen Zeit angepasst und in AdmiralCloud umbenannt. Seit 2012 nutzt AdmiralCloud das Content Delivery Netzwerk von Amazon Webservices und ist als Marke eingetragen. Im gleichen Jahr wurde AdmiralCloud als Media Asset Management System mit dem IPTV Award in der Rubrik „Innovativste Technologie“ ausgezeichnet. Seit 2017 inkludierte mmpro zudem bildredaktionelle Services und wurde somit zur Full-Service Agentur im Bereich multimedialer Archive und Medienverwaltung für Unternehmen.
2021 wurde die mmpro film- und medienproduktion in drei Unternehmen aufgeteilt. Daraus ging neben der AdmiralCloud AG und All About Assets für die bildredaktionellen Services die mmpro media AG hervor, die nach wie vor ihren Schwerpunkt auf die internationale Filmproduktion legt. Die Geschäftsführung übernahm Andrea Kain, die vorher viele Jahre im Vorstand der Agentur Familie Redlich AG tätig war. 
Heute realisiert die mmpro AG weltweit Videoproduktionen für Unternehmen, Stiftungen, Verbände, und öffentliche Einrichtungen. 